# GOL スナイパーマグナム
GOL スナイパーマグナムは、ドイツのヘッセン州、ビルケナウのゴル マティック社によって設計・製造されているボルトアクション方式の狙撃銃である。軍や法執行機関以外にも、競技用としても使用されている。

## 概要
GOL スナイパーマグナムは、モーゼルライフルのカスタムが専門の鉄砲工であるゴットフリート・プレクトルによって設計された。このライフルのボルトアクションシステムは、19世紀後半に導入されたGew98を基にして設計されている。多くのオプションと構成があり、すべてのライフルが、顧客の依頼を基にそれぞれの目的に最適になるように製造されている。Sto-Conが製造したクルミ材の銃床とLothar Waltherの精密バレルとモーゼルのボルト（遊底）を使用している。クルミ材の銃床によって、射撃時の精度を高めている。

## 採用国
ドイツ
いくつかの警察部隊によって使用。
 リトアニア
軍隊が採用。

## 登場作品

### ゲーム
『バトルフィールドシリーズ』
『BFBC』
MEC偵察兵の装備として使用可能。
『BFBC2』
偵察兵のスナイパーライフルとして登場。
『BF4』
偵察兵のスナイパーライフルとして拡張パック「Second Assault」にて実装。